# ジェレミー・ウォザースプーン
ジェレミー・リー・ウォザースプーン（Jeremy Lee Wotherspoon 、1976年10月26日 - ）は、カナダのスピードスケート選手。恵まれた長身とスピードスケートの歴史上最も優れたスプリンターの一人である。また極めて高い実力を持ちながらオリンピックを制することができなかった選手としても知られる。妹のダニエレ・ウォザースプーンもスピードスケート選手。

## 経歴
カナダのサスカチュワン州フンボルトで生まれ、アルバータ州レッドディアで育った。スケートを始めた当初、アイスホッケーの技術を磨くためパワースケーティングの授業に申し込んだが、友人に誘われスピードスケートに熱中するようになった。初めはショートトラック競技とロングトラック競技の両方に参加していた。その後ロングトラックを専門にしてジュニアランクを駆け上り、17歳の時にナショナルチームでのトレーニングを受けることになり、拠点をカルガリーに移した。
彼はすぐに頭角を現し、1997年にISUワールドカップ・スピードスケートで初優勝を遂げた。1998年の長野オリンピックでは、清水宏保の最大のライバルとして注目されたが、男子500m競技の1回目7位と出遅れ、五輪優勝が絶望視された。2回目ではなんとか2位に入り、総合で金メダルの清水に次いで銀メダルを獲得し、トップレベルの実力に達したことが証明される。しかし冬季オリンピックのメダル獲得はこれが唯一であった。
以降、彼は短距離種目を支配し、500mと1000mで世界記録を保持した。ソルトレイクシティオリンピックまでに、ワールドカップでは500mで3回（1998年、1999年、2000年）、1000mで4回（1998年、1999年、2000年、2001年）の総合優勝を果たした。
2002年のソルトレイクシティオリンピックでは金メダルの大本命として期待されたが、男子500m競技の1回目のスタートからわずか8歩目で大きくバランスを崩して転倒、棄権により一瞬にしてメダルを逃してしまった（2回目では参考記録ながら最速タイムをマークした）。1000mでも300m付近でバランスを崩して失速し13位でに終わった。
2006年のトリノオリンピックでは500m9位、1000m11位に終わった。
2008年11月、W杯ベルリン大会で転倒し防御マットに激突。左上腕を骨折した。その後、リハビリを経て2009年12月に復帰した。
2010年バンクーバーオリンピックは地元の大声援を受けながらも、世界記録保持者として臨んだ500mは9位、1000mも14位に止まった。2010年シーズン限りで現役を引退した。通算でワールドカップ優勝67回(男子として歴代最多)、総合優勝は13回(500m8回、1000m5回)。世界記録はスプリント複合も合わせた3種目で16回更新した。
その後はドイツで後進の指導にあたっていたが、2013年6月に現役復帰を表明し、ソチ五輪でのメダル獲得を目指した。2013年12月にカナダ代表選考競技会の500mのレースに出場したが、6位に終わり、ソチ五輪への出場は果たせなかった。

## 外部リンク

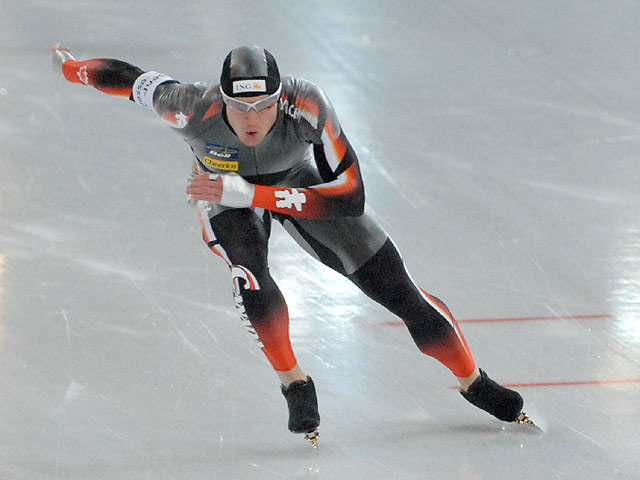
2008年1月ハーマルでのワールドカップにて

## 自己記録
| 種目  | 記録      | 日時           | 場所               |
| ----- | --------- | -------------- | ------------------ |
| 500m* | 34秒03    | 2007年11月9日  | ソルトレイクシティ |
| 1000m | 1分07秒03 | 2007年11月11日 | ソルトレイクシティ |
| 1500m | 1分46秒18 | 2005年12月28日 | カルガリー         |
| 5000m | 7分37秒36 | 1996年3月10日  | カルガリー         |

* 2013年3月現在の世界記録